# Assane Diao
Assane Diao Diaoune (Ndangane, 7 september 2005) is een Spaans-Senegalese voetballer die doorgaans speelt als aanvaller bij Real Betis.

## Carrière

### Voetballer

#### Real Betis
Diao is een voormalig jeugdspeler van Badajoz, Flecha Negra en Balón de Cádiz. In 2021 kwam hij in de jeugdopleiding van Real Betis terecht. Voor die club debuteerde hij ook in het betaald voetbal. Dit deed hij op 21 september 2023 als invaller in de Europa League-wedstrijd tegen Rangers. Een week later scoorde hij zijn eerste officiële doelpunt voor de club tegen Granada.

#### Interlandcarrière
Hoewel Diao geboren werd in Senegal komt hij sinds 2023 uit voor de vertegenwoordigende elftallen van Spanje. Zo maakte hij deel uit van de Onder 19-selecties die in 2023 en 2024 deelnamen aan het EK Onder 19. Dat toernooi won het Spaanse elftal in 2024.
| Real Betis B    | 2022/23         | Segunda Federación | 20 | 4 | 0 | 0 | 0 | 0 | 0 | 0 | 20 | 4  |
| Real Betis B    | 2023/24         | Segunda Federación | 5  | 2 | 0 | 0 | 0 | 0 | 0 | 0 | 5  | 2  |
| Real Betis B    | Totaal          | Totaal             | 25 | 6 | 0 | 0 | 0 | 0 | 0 | 0 | 25 | 6  |
| Real Betis      | 2023/24         | La Liga            | 18 | 2 | 3 | 1 | 7 | 1 | 0 | 0 | 28 | 4  |
| Real Betis      | 2024/25         | La Liga            | 1  | 0 | 0 | 0 | 2 | 0 | 0 | 0 | 3  | 0  |
| Real Betis      | Totaal          | Totaal             | 19 | 2 | 3 | 1 | 9 | 1 | 0 | 0 | 31 | 4  |
| Carrière totaal | Carrière totaal | Carrière totaal    | 44 | 8 | 3 | 1 | 9 | 1 | 0 | 0 | 56 | 10 |

## Erelijst
Spanje –19
- EK Onder 19 (1): 2024

1 Silva ·
2 Bellerín ·
3 Llorente ·
4 Cardoso ·
5 Bartra ·
6 Natan ·
7 Juanmi ·
8 Roque ·
9 Ávila ·
10 Abde ·
11 Bakambu ·
12 Rodríguez ·
13 Adrián ·
14 Carvalho ·
15 Perraud ·
16 Altimira ·
18 Fornals ·
19 Losada ·
20 Lo Celso ·
21 Roca ·
22 Isco ·
23 Sabaly ·
24 Ruibal ·
25 Vieites ·
38 Diao ·
Coach: Pellegrini